# Tepebaşı, Güneysu
Tepebaşı là một xã thuộc huyện Güneysu, tỉnh Rize, Thổ Nhĩ Kỳ. Dân số thời điểm năm 2010 là 230 người.